# Лебонда, Татьяна Дмитриевна
Татьяна Дмитриевна Лебонда (род. 23 марта 1964, Москва), также известна по фамилии Петрова — советская легкоатлетка, специалистка по бегу на средние дистанции. Выступала за сборную СССР по лёгкой атлетике в 1980-х годах, обладательница серебряной медали чемпионата Европы в помещении, победительница и призёрка первенств всесоюзного значения. Представляла Москву и физкультурно-спортивное общество «Спартак».

## Биография
Татьяна Лебонда родилась 23 марта 1964 года в Москве.
Занималась лёгкой атлетикой под руководством заслуженного тренера СССР Якова Исааковича Ельянова, выступала за добровольное спортивное общество «Спартак» (Москва).
Впервые заявила о себе в сезоне 1982 года, когда на соревнованиях в Ленинграде установила юниорский всесоюзный рекорд в беге на 1500 метров (4:09.19), который впоследствии так и не был никем превзойдён.
В 1986 году на зимнем чемпионате СССР в Москве с личным рекордом 4:07.64 выиграла серебряную медаль в дисциплине 1500 метров, уступив на финише только Татьяне Самоленко. Попав в состав советской сборной, выступила на чемпионате Европы в помещении в Мадриде, где так же завоевала серебряную награду — здесь её превзошла другая соотечественница Светлана Китова.
Завершила спортивную карьеру по окончании сезона 1988 года.